# Relative Strangers
Relative Strangers é um filme de comédia estadunidense de 2006.

## Sinopse
Trinta e quatro anos de idade e psicólogo, Richard Clayton (Ron Livingston) recebe de seus pais a revelação que ele foi adotado. Ele então se propõe a descobrir quem são seus pais biológicos, mas resulta em desastre  quando se constata que os seus pais, Frank (Danny DeVito) e Agnes Menure (Kathy Bates), são brutos, feirantes das classes mais baixas. Depois disso, eles seguem para casa e causar o caos à sua vida normal. Há freqüentes referências ao filme Mother, Jugs & Speed usado pelos personagens do filme.

## Elenco
- Danny DeVito – Frank Menure
- Kathy Bates – Agnes Menure
- Ron Livingston – Richard Clayton/Menure
- Neve Campbell – Ellen Minnola
- Beverly D'Angelo – Angela Minnola
- Bob Odenkirk – Mitch Clayton
- Edward Herrmann – Doug Clayton
- Christine Baranski – Arleen Clayton
- Martin Mull – Jeffry Morton
- Michael McKean – Ken Hyman
- M. C. Gainey – Spicer
- Star Jones – Holly Davis